# だめんず・コップ2
『だめんず・コップ2』（Super Troopers 2）は、2018年のアメリカ合衆国のコメディ映画。監督・主演はジェイ・チャンドラセカール。
カルト的な人気を集めた『だめんず・コップ』の16年ぶりとなる続編である。

## ストーリー
アメリカのとある片田舎で警察として働いていたが、クビにされてしまったハイウェイ・パトロール5人組。だがそんな彼らに、復帰の機会が訪れる。国境にあるカナダの町が、土地調査の結果もともとアメリカの土地であることが判明し、彼らはその警備をカナダ騎馬警察から引き継ぐことになったのだ。州知事は、この任務がうまくいけば5人を正規採用にすると言う。意気込む5人だったが、引継ぎを良く思わない住民や警官から嫌がらせを受けてしまう。

## キャスト
※括弧内は日本語吹替
- ソーン: ジェイ・チャンドラセカール（英語版）（斉藤次郎）
- フォスター: ポール・ソーター（英語版）（安原義人）
- ラビット: エリック・ストルハンスク（英語版）（宮本充）
- マック: スティーブ・レミー（英語版）（中村章吾）
- ファーバ: ケビン・ヘファーナン（英語版）（丸山壮史）
- オヘイガン: ブライアン・コックス（浦山迅）
- ジュヌビエーブ: エマニュエル・シュリーキー（木下紗華）
- ギー・ルフラン: ロブ・ロウ（落合弘治）
- フレッド・サベージ: 本人
- その他声の出演：黒澤剛史／ふくまつ進紗／佐藤友啓／押川チカ／赤坂柾之／細川祥央／渡辺ゆかり／遠藤航／小林達也／野首南帆子／松浦裕美子／岡本沙保里／竹村知美／熊谷海麗

## 日本語版制作スタッフ
- 演出：高橋剛
- 翻訳：中沢志乃
- 制作：ブロードメディア・スタジオ

## 製作
この作品の制作資金はクラウドファンディングによって集められ、24時間で200万ドル、最終的に470万ドルの資金を集め、2015年10月23日からマサチューセッツ州で撮影が開始された。
また、前作は字幕版のみだったが、今作では字幕版に加え日本語吹替版が制作されている。

## 作品の評価
Rotten Tomatoesによれば、94件の評論のうち、高く評価しているのは35%にあたる33件にとどまっており、平均して10点満点中4.54点を得ている。
Metacriticによれば、29件の評論のうち、高評価は5件、賛否混在は16件、低評価は8件で、平均して100点満点中41点を得ている。